# Robinson Méndez Fuentes
Robinson Méndez Fuentes (Santiago, (18 d'octubre de 1984) és un tennista xilè paralímpic.

## Biografia
Va començar a practicar futbol des de ben petit en les lligues inferiors del Club Esportiu Palestí, jugant com a defensa central. El 7 de març de 1997 li va impactar a l'esquena una bala perduda que provenia d'un tir efectuat en un assalt a un magatzem; va provocar-li una lesió a la medul·la espinal sense possibilitat de regeneració natural ni d'empelts o operacions, el que li va provocar paraplegia. Va seguir estudiant en el Col·legi Politècnic de Sant Miquel i anava a la Teleton dues vegades a la setmana per rehabilitació.
Malgrat la seva lesió medul·lar, Robinson Méndez no va desistir en el seu afany de convertir-se en un esportista professional i va trobar en el tennis en cadira de rodes una possibilitat d'integrar-se i complir aquest objectiu. Va començar a jugar tennis els dimecres i va fer grans progressos, viatges i exhibicions a l'exterior. Als divuit anys, i gràcies a l'auspici de la cadena Teleton de Xile i la Companyia de Cerveseries Unides, Robinson va ingressar al programa NEC Wheelchair Tennis Tour, dependent de la Federació Internacional de Tennis -ITF-. El reconeixement definitiu va ser el 2004 quan va escalar 109 posicions en el rànquing mundial — va començar la temporada 143è i va acabar 34è del món — fet que el convertí en el millor jugador iberoamericà en la seva disciplina.
En els Jocs Parapanamericans de Rio de Janeiro de 2007 va guanyar la medalla de plata en tennis individuals. Al 2007, la seva millor posició en el rànquing de la ITF va ser 11è.
Ha participat com a part del l'equip xilè assistent als Jocs Paralímpics d'Atenes 2004, als de Beijing el 2008 i als de Londres el 2012 i als de Río de 2016.